# Європейська анімація
Європе́йська аніма́ція — сукупність усіх існуючих анімаційних кіномистецтв країн, що розташовані в частині світу Європа.

## Історія

### Білорусь
1972 року, коли на кіностудії «Білорусьфільм» почалося виробництво анімаційних мультфільмів, на замовлення ДАІ МВС СРСР вийшла робота Володимира Голикова «Два погляди на одне й те саме». Це історія про несумлінного водія, що порушує правила дорожнього руху ще до придбання автомобіля. У 80-х на заміну мальованим і ляльковим фільмам приходять мультфільми-колажі, а пізніше й комп'ютерна мультиплікація. Режисери експериментували не тільки з формою, а також зі змістом. Все більше уваги виділяється до національних мотивів, білоруської мови, культури та історії. Аніматори модернізують міфологію та фольклор, використовуючи у своїх стрічках сучасні образи. З'являються екранізації народних казок, легенд і байок.

### Польща
Першим в історії польської мультиплікації є фільм Влодзимежа Хаупе і Халини Белиньской «Зміна варти» 1958 року. У картині замість лялькових персонажів винахідливо використані сірникові коробки. 1 травня 2010 року відбулася прем'єра короткометражної 8-ми хвилинної стрічки «Анімована історія Польщі», знятої Томашом Баґінським на замовлення Польського агентства розвитку підприємництва. Робота над ним тривала близько року, і він був представлений на кінофестивалі в Торонто, відкрив 35-й кінофестиваль в Гдині. У тому ж році виходить мультиплікаційний фільм Даміана Неньо «Місто руїн», у якому показується зруйнована Варшава після окупації Польщі у 1939 році німецькими військами з висоти пташиного польоту. Картина рекламувалася в ЗМІ як перша у світі цифрова реконструкція зруйнованого міста. З 1 серпня 2010 є постійним елементом виставки в музеї Варшавського повстання.

### Україна

Кадр з мультфільму «Казка про солом'яного бичка».

Українська анімація заснована 1927 року В'ячеславом Левандовським. Саме він вперше в Україні зняв анімаційний фільм. Це була «Казка про солом'яного бичка», створена за мотивами однойменного оповідання О. Олеся. Фільм не зберігся, але відомо про нього лише кілька кадрів, хто бачив його, розповідає що фільм був мистецький. 1935 року виходить «Тук-Тук та його приятель Жук», який зняли учні Левандовського: Семен Гуєцький та Євген Горбач. Пригоди хлопчика на ім’я Тук-Тук і його песика Жука був першою спробою створити серійного персонажа. Після злодіянь Другої світової війни, на студії Київнаукфільм з'явився Іполит Лазарчук. Саме завдяки йому розпочався ренесанс української мультиплікації розпочався, і вже 1961 року створені «Пригоди Перця». Над цим мультфільмом працював і відомий Давид Черкаський, режисер «Острова скарбів». Варто відзначити, що ні у кого з команди Іполита на той час не було досвіду в створенні анімації, але результат виявився успішним. Мультфільм розповідає про Перця, співробітника журналу, до якого звертаються по допомогу звірі, які потерпають від браконьєрів. Що не лише влаштовують несанкціоновані полювання, а й забруднюють ліс і річку.